# Mocz

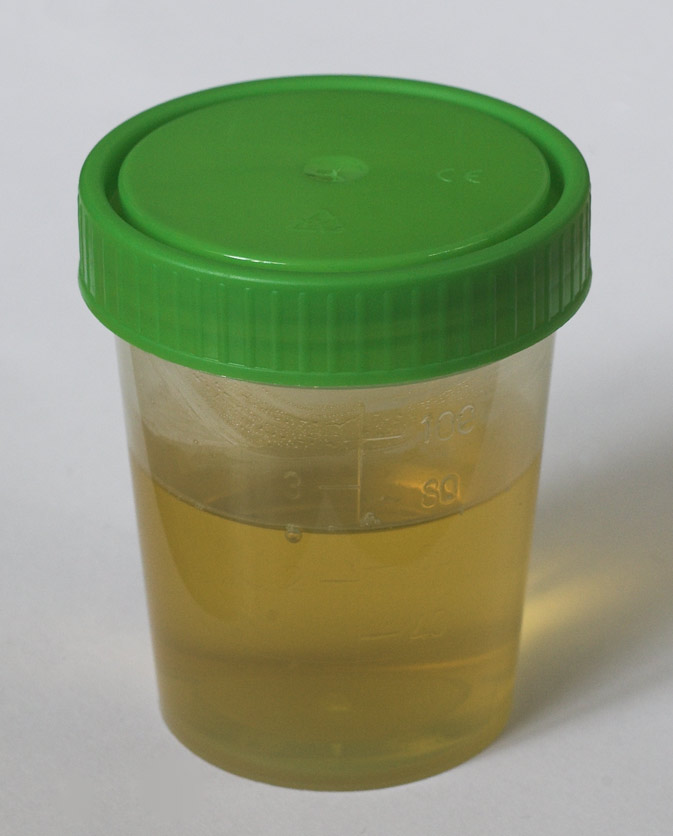
Mocz człowieka w pojemniczku plastikowym

Mocz (łac. urina) – uryna, płyn wytwarzany w nerkach i wydalany z organizmu, zawierający produkty metabolizmu bezużyteczne lub szkodliwe dla ustroju. Powstaje w nerkach podczas filtracji i resorpcji.
Dobowa ilość moczu wydalanego przez zdrowego człowieka waha się od 600 do 2500 ml. Zależy ona od wielu czynników, m.in. ilości spożytych płynów i temperatury otoczenia.
W skład moczu wchodzi:
- 96% wody[1];
- 2,5% azotowych produktów przemiany materii (mocznik, kwas moczowy, amoniak)[1];
- 1,5% soli mineralnych (chlorki, fosforany, węglany)[1];
- minimalne ilości innych substancji, np. barwników żółciowych (nadają moczowi kolor, zapach i smak)[potrzebny przypis].

W moczu zdrowego człowieka nie powinny znajdować się węglowodany (cukry), białka, krwinki czerwone i krwinki białe oraz bakterie. Obecność któregoś z tych czynników może być objawem choroby:
- cukier w moczu może oznaczać cukromocz – objaw cukrzycy;
- białko w moczu może oznaczać białkomocz – zaburzenia w pracy wątroby (np. żółtaczka);
- limfocyty oraz bakterie w moczu – objaw (np. roponercza).

| cecha      | wartość                  |
| ---------- | ------------------------ |
| kolor      | słomkowy                 |
| smak       | słony                    |
| odczyn     | pH 4,5–7,5               |
| cukier     | brak                     |
| białko     | brak                     |
| nabłonki   | pojedyncze               |
| erytrocyty | do kilku w polu widzenia |
| leukocyty  | kilka w polu widzenia    |

Choroby związane z wydalaniem moczu:
- moczówka prosta
- kamienie nerkowe.

Wydzielanie moczu jest regulowane na drodze nerwowej (przez międzymózgowie, korę mózgową i układ wegetatywny) oraz przez wazopresynę (hormon antydiuretyczny wydzielany przez przysadkę), posiada także związek z układem krążenia. Wypływ moczu następuje w wyniku skurczu mięśni pęcherza i rozkurczu zwieracza pęcherza moczowego. W zasadzie jest to akt odruchowy, którego kontroli człowiek uczy się w wieku ok. 1,5 roku. Zbyt wypełniony pęcherz powoduje mimowolne oddawanie moczu, czasem także w czasie snu (również u osób dorosłych). Niektóre zwierzęta, m.in.: ptaki oddają mocz bezwarunkowo, choć można ich nauczyć warunkowego oddawania moczu poprzez trenowanie.
Powstawanie moczu:
1. Tętnica nerkowa doprowadza do nerki krew z mocznikiem, nadmiarem wody oraz innymi zbędnymi i szkodliwymi substancjami.
2. Ta krew dostaje się do warstwy korowej kłębuszków nerkowych.
3. W kłębuszkach nerkowych następuje filtrowanie krwi.
4. W kanalikach nerkowych następuje resorpcja moczu pierwotnego – czyli wchłonięcie cennych substancji z moczu pierwotnego do krwi: glukozy, witamin, soli mineralnych, wody.
5. Z kanalików nerkowych wypływa mocz ostateczny i wpada do kanalików zbiorczych[1].
6. Z miedniczek nerkowych mocz przedostaje się do moczowodów.
7. Moczowodami mocz spływa do pęcherza moczowego.
8. Przez cewkę moczową mocz wydalany jest z organizmu na zewnątrz.

## Właściwości fizykochemiczne
| Cecha                       | Zakres      | Średnia wartość | Uwagi         |
| --------------------------- | ----------- | --------------- | ------------- |
| Objętość                    | 0,4-2,6     | 1,0 (±0,5)      | l/24h         |
| Gęstość (względna)          | 1,001-1,028 | 1,015 (±0,010)  | –             |
| Lepkość (względna)          | 1,0-1,14    | –               | woda=1,0      |
| Napięcie powierzchniowe     | 64-69       | –               | 10−3 N/m      |
| Obniżenie punktu zamarzania | 0,1-2,6     | –               | K             |
| Osmolalność                 | 50-1400     | 850 (±200)      | mmol/kg       |
| pH                          | 4,5-8,2     | 6,2 (±0,5)      | –             |
| Kwaśność miareczkowana      | –           | 0,64 (±0,13)    | mmol/(24h•kg) |
| Kwaśność miareczkowana      | –           | 23 (±10)        | mmol/24h      |
| Ciśnienie CO2               | 2-18        | 10 (±2)         | kPa           |
| Masa sucha                  | 50 (±72)    | –               | g/24h         |